# Zekiwa

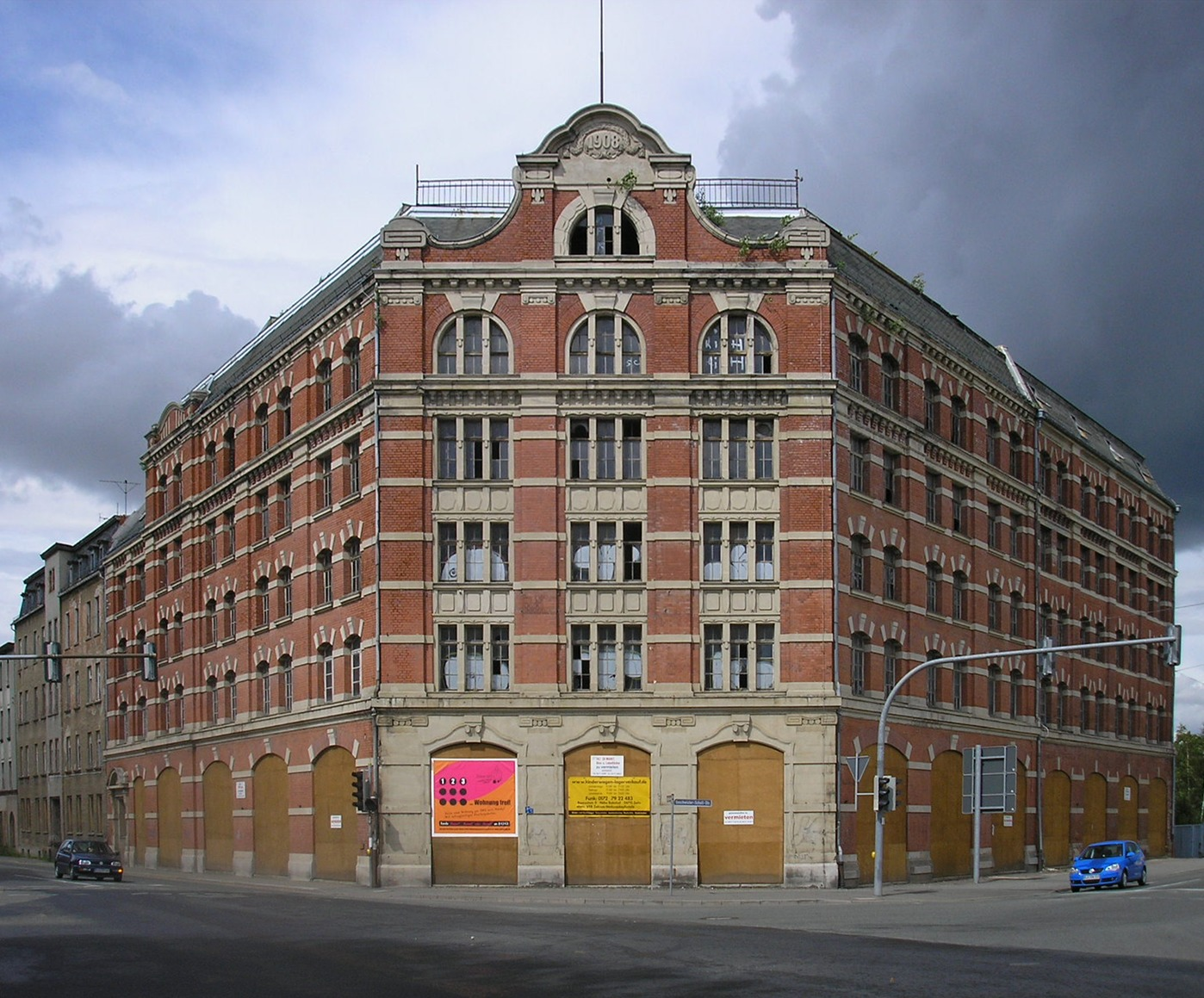
Naether-Fabrikgebäude von 1908 in Zeitz (Aufnahme 2007)

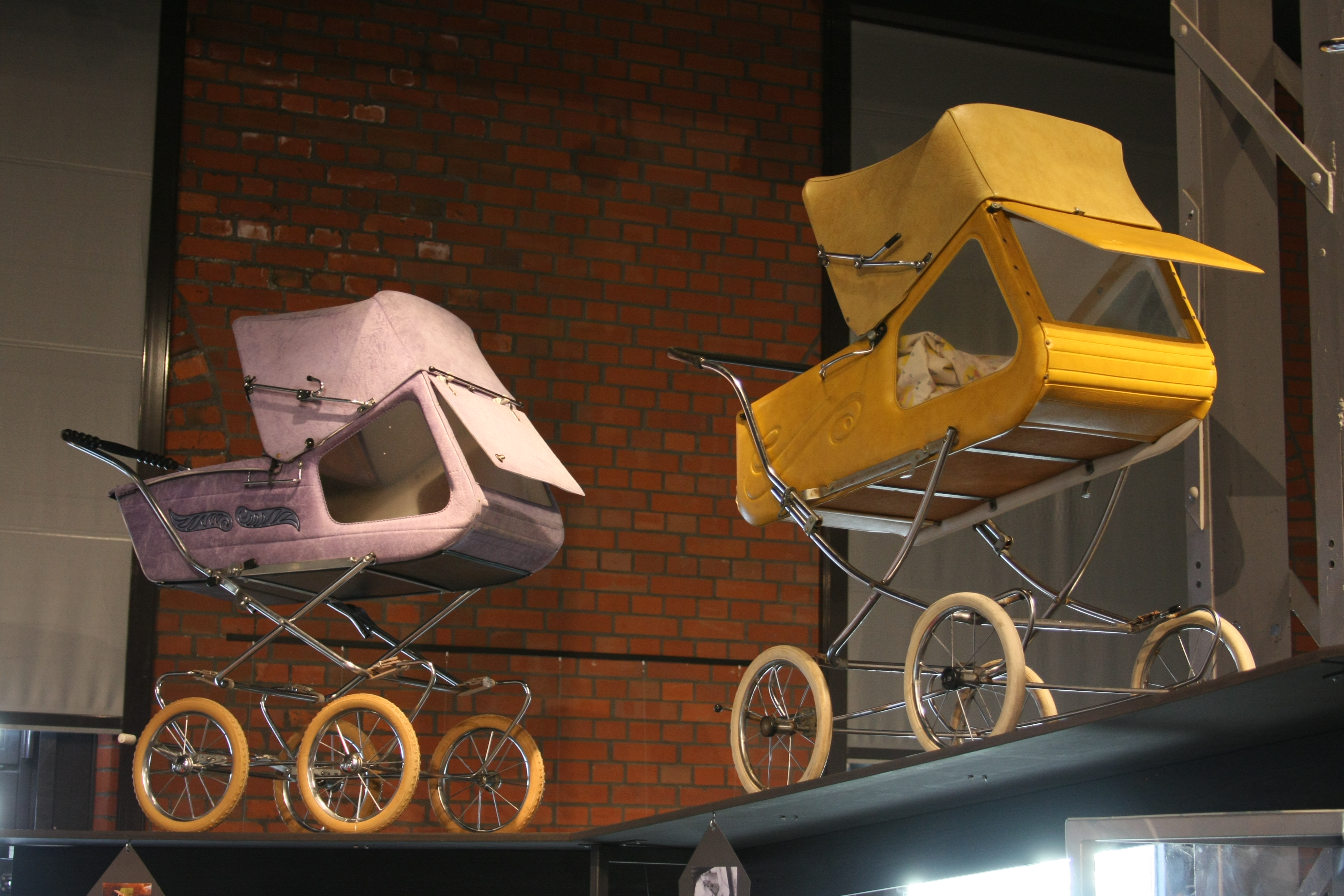
Kinderwagen von ZEKIWA im Industriemuseum Chemnitz

ZEKIWA (als Akronym von Zeitzer Kinderwagenindustrie) ist ein Hersteller von Kinder- und Puppenwagen in Döschwitz im Burgenlandkreis, Sachsen-Anhalt.
Der VEB ZEKIWA ging 1946 aus dem 1846 vom Stellmacher Ernst Albert Naether in Zeitz gegründeten Unternehmen E. A. Naether hervor. Naether trug entscheidend dazu bei, dass Kinderwagen bald zu einem alltäglichen Gebrauchsgegenstand wurden.
Zu Zeiten der DDR produzierte die Fabrik für den gesamten RGW-Raum, aber auch für westdeutsche Unternehmen wie Neckermann, und wurde so zur größten Kinderwagenfabrik Europas. In ihrer Hochzeit fertigte sie mit 2200 Mitarbeitern jährlich 450.000 Kinder- und 160.000 Puppenwagen. Zuletzt war der Betrieb Teil des VEB Kombinat Sportgeräte „Germina“ Schmalkalden.
1988 wurde eine 24 Minuten lange Folge der Serie Jan und Tini auf Reisen des DDR-Kinderfernsehens im ZEKIWA-Werk gedreht.
Die Produktion wurde nach der Wende großteils ins Ausland verlagert, der Firmensitz von Zeitz ins nahe Döschwitz. Hergestellt werden außerdem Reisebetten, Laufgitter, Hochstühle, Lauflernhilfen und Kinderautositze.
Seit den 2020er Jahren werden wieder Schwerpunkte auf die Produktion in der Region gesetzt, so arbeitet man mit Körben aus fränkischer Weide und Stoffen aus örtlichen Nähereien. Die Produktion in Zeitz soll wieder ausgebaut werden.
Im ehemaligen Fabrikgebäude besteht ein Kinderwagenmuseum mit Schaudepot.

## Film
- ZEKIWA – Kinderwagen aus Zeitz, MDR-Dokumentation aus der Reihe Spurensuche in Ruinen, 2010 (44 Min., via YouTube)